# Boushra Almutawakel
Boushra Y. Almutawakel (Saná, 1969) es una fotógrafa yemení. Su trabajo aborda la percepción internacional sobre árabes y musulmanes, centrándose en particular en la percepción internacional sobre los temas de género y en las representaciones de las mujeres musulmanas/árabes y su vestimenta.

## Trayectoria
Después de terminar sus estudios en Estados Unidos, Almutawakel regresó a Yemen en 1994 para continuar con su trabajo fotográfico. En 1996, fue una de las fundadoras de Al-Halaqa, una organización que proporcionaba un espacio para la exhibición y la discusión sobre arte.
En 1999, además de continuar con su trabajo fotográfico y como asesora educativa, Almutawakel fue la primera fotógrafa yemení reconocida por el Centro de Estudios Empíricos y Estudios de la Mujer de la Universidad de Saná.
Almutawakel residía en los Estados Unidos durante los ataques del 11 de septiembre de 2001, lo que la llevó a centrarse en las percepciones, positivas o negativas, sobre los árabes y los musulmanes. Se interesó especialmente por el comentario de la escritora egipcia Nawal El Saadawi, cuando afirmó que las mujeres que vestían el hiyab o el nicab eran iguales que las mujeres que usaban maquillaje, en el sentido de que todas escondían sus verdaderas identidades, y trató de reinterpretar las ideas de Saadawi a través de la fotografía. Su serie Madre, hija, muñeca (2010) retrata la progresión de la ropa occidental al hiyab, explorando concretamente las percepciones de las mujeres. La serie incluye fotografías de las muñecas Fulla, un juguete similar a la muñeca Barbie, pero para el mercado musulmán.
El trabajo de Almutawakel también examina las distintas formas en que las mujeres yemeníes han cubierto sus cuerpos históricamente y cómo lo hacen en la actualidad. Al referirse a su perspectiva sobre la vestimenta y el nicab, Almutawakel afirmó: "Quiero ser cuidadosa para no alimentar las imágenes negativas, estereotipadas y generalizadas sobre el hiyab/velo en los medios occidentales, y especialmente la idea de que todas o la mayoría de las mujeres que usan el hiyab/velo son débiles, ignorantes, atrasadas y están oprimidas".
Otro de sus proyectos muestra a mujeres vestidas con ropa tradicional masculina. Almutawakel explica que "la vestimenta tradicional de los hombres es muy similar a la de las mujeres: larga, holgada, modesta y, a menudo, con una cubierta para la cabeza. El foco de los medios de comunicación occidentales está siempre sobre la forma en que se visten las mujeres, así que quería desafiar dicha idea".
Ha trabajado como fotógrafa para el British Council, la CARE, la Embajada Real de los Países Bajos, el Centro Cultural Francés y las Naciones Unidas; y ha colaborado con la embajada de Yemen en Washington D. C. como consultora de asuntos culturales y con el Ministerio de Derechos Humanos de Yemen, centrándose en temas relacionados con la mujer.
En 2018, fue nombrada una de las 100 mujeres de la BBC.